# 神は遊戯に飢えている。
『神は遊戯に飢えている。』（かみはゲームにうえている。）は、細音啓による日本のライトノベル。WEB版や書籍第1巻の副題は『神々に挑む少年の究極頭脳戦』。カクヨムにて2020年9月から連載中で、書籍版はMF文庫J（KADOKAWA）より2021年1月から刊行されている。イラストは智瀬といろが担当している。略称は「神飢え」。「次にくるライトノベル大賞2021」ではWEB発文庫部門で8位を獲得している。
神々が作ったゲームに挑む天才少年と元神様の少女を描くファンタジー。
第1巻の発売に併せて雨宮天がレーシェの声とナレーションを担当するPVが公開され、ゲーム業界やラノベ業界より総勢30名から推薦コメントが寄せられた。
メディアミックスとして、鳥海かぴこが作画を担当するコミカライズが『月刊コミックアライブ』（KADOKAWA）にて2021年10月号から連載中。2024年4月から6月までテレビアニメが放送された。

## 登場人物
声の項はテレビアニメ版の声優。
フェイ・テオ・フィルス
声 - 島﨑信長
本作の主人公。
現17歳。使徒として認定されてから、瞬く間に「神々の遊び」で3勝を積み上げた、近年最高ルーキーとして名高い少年。
大のゲーム好きかつゲームが強く、使徒に与えられた特殊能力・神呪（アライズ）を殆ど使用しない。
竜神レオレーシェ
声 - 鬼頭明里
本作のメインヒロイン。
年齢不詳。3000年の眠りから目覚めた「元神さま」。神に戻るため、フェイと一緒に「神々の遊び」に挑戦する。フェイと同様に大のゲーム好き。
本作の設定上、一番最初に出来上がったキャラクターとなっている。
パール・ダイアモンド
声 - 立花日菜
現16歳。フェイと同期で使徒に採用され、当時は優秀なテレポーターとして期待されていた。
ネル・レックレス
声 - 中村カンナ
男勝りな性格の女性。ダークスやケルリッチとは同期で元チームメイト。
ダークス・ギア・シミター
声 - 伊東健人
フェイのライバルを自称する男性。
著者の細音啓は「ゲームを楽しむという姿を誰よりも体現できているキャラクター」と表現する。
ケルリッチ・シー
声 - 伊藤美来
ダークスと同じチームゲーミングに所属している補佐役。
アスタ・カナリアル
声 - 櫻庭有紗
フェイの三期上、二十歳の長髪の女生徒。フェイとは過去にゲームで居合わせたことがある仲。
ユウキ
声 - 沼倉愛美
神秘法院ルイン支部所属。女使徒でチームインフェルノの隊員。
オーヴァン
声 - 松田健一郎
神秘法院ルイン支部所属。男使徒でチームインフェルノの隊長。パールの元チームメイト。
アシュラン
声 - 山下誠一郎
神秘法院ルイン支部所属。男使徒でチームブレイズの隊長。迷宮ルシェイメアに参加するが逆に囚われた。しかし、フェイ達に助けられて無事にリタイアした。
サキ
声 - 鈴代紗弓
神秘法院ルイン支部所属。女使徒でチームブレイズの隊員。迷宮ルシェイメアに参加するが逆に囚われた。しかし、フェイ達に助けられ無事にリタイアした。
ウロボロス
声 - 富田美憂
無限神ウロボロスがフェイにゲームの再戦を伝えるため人間の姿で現れる。
マアトマ2世
声 - 速水奨
太陽争奪リレーのラスボスであるする神。
グレモワール
声 - 斎藤千和
三つの奇術のラスボスである神。別名 ブックメーカーの愛称で知られている。
ミィプ
声 - 久野美咲、釘宮理恵、井口裕香、山口勝平、関ありあ
神様のゲームに暮らす案内役である。
パフー
声 - 関根明良、高柳知葉
迷宮ルシェイメアのモンスター。ふかふかとした毛で、人間が近づくと怖がって攻撃をしかけてくる。
冥界神アヌビス
声 - 久野美咲
迷宮ルシェイメアのラスボスである神。
スフィンクス
声 - 檜山修之
迷宮ルシェイメアのレイドボスで守護神。
ピザプリン
声 - 三木眞一郎
迷宮ルシェイメアのレイドボスで天使。
クリーチャー双雷撃
声 - 大泊貴揮
マインドアリーナの召喚神。
クリーチャー大火球
声 - 手塚ヒロミチ
マインドアリーナの召喚神。
クリーチャー大暴雪
声 - 高尾奏音
マインドアリーナの召喚神。
クリーチャー強欲の代償
声 - 藤堂駿介
マインドアリーナの召喚神。
アニータ・マンハッタン
神秘法院ルイン支部所属。15歳でチーム『女帝戦線』を設立。
海神ポセイドンちゃん
海の迷路アトランティスを司る神。
人獣神ミノタウロス
地下遺跡を徘徊する人獣神。
ミランダ
声 - 小清水亜美
神秘法院ルイン支部事務長。フェイの良き理解者である。

## 用語・世界観

### ゲーム
『自己紹介神経衰弱』VSレオレーシェ
名前、年齢、出身、性別、趣味、夢、など2枚一組のカードが合計八十枚用意されている。
神経衰弱の要領で2枚選択し、そろった項目を相手に聞ける。回答側は嘘をつけない。
『神ごっこ』VS巨神タイタン
ビルが立ち並ぶ異空間内で巨大なタイタンと鬼ごっこをするというものだが、ただの鬼ごっこではなく将棋やリバーシのような、いくつかの隠しルールが存在する。
『禁断ワード』VS無限神ウロボロス
無限神ウロボロスに「痛い」と言わせると勝利。体長は十キロメートル、背中の横幅だけで三百メートルあり、急所を探し出さなければならない。
カード戦略系すごろく『Mind Arena』
すごろくに似た要領でゴールマスを目指すものだが、罠や魔法カードによってプレイヤーのライフをゼロにすることでもゲームに勝利できる。
『太陽争奪リレー』VSマアトマ2世
大まかにいうと一人に一つ花を配られての「花争奪戦」。花に種類があり、「太陽の花」を持ってゴールに到達できると勝利。
『三つの奇術』VSグレモワール
3つのゲーム、①コインの裏表当て、②ポーカー、③ババ抜きのプレー中に相手が繰り出す“イカサマ”を見破るゲーム。
『迷宮脱出ゲーム』VSアヌビス
迷宮の最奥にいるラスボスを撃破することで勝利。
『神樹の実バスケットボール』VS神樹の森の守人たち
重さに差があるボールを相手陣地のゴールに入れて50点先取で勝利。
『迷宮迷信ゲーム-そしてみんないなくなった-』VSポセイドン
迷宮内で4人と自分たちと瓜二つの4人がゴールを目指し、偽物より先にゴールすることで勝利となる。ただし、ゴール時に計8人の真偽を言い当てる必要がある。

## 作風とテーマ
著者の細音啓は自身の別作品『キミと僕の最後の戦場、あるいは世界が始まる聖戦』や『なぜ僕の世界を誰も覚えていないのか？』では主人公が使命や宿命を強く意識しており、本作のフェイやレオレーシェにも当てはまる。しかし、本作はそれらと違って使命感に焦点を当てるのではなく、純粋に世界やゲームを楽しむという姿をモットーにしているという。また、著者は本作を執筆するうえでeスポーツを意識しており、例えば人類と神のゲーム中に多くの観客が登場する点が他作品との違いではないかとしている。

## 制作背景
著者はこれまでMF文庫Jでは『世界の終わりの世界録』や『なぜ僕の世界を誰も覚えていないのか？』を刊行しており、それらの作品を執筆する中で頭脳寄りの物語を挑戦してみたら面白いのではと担当編集者との打ち合わせで話に挙がったことが、本作を執筆するきっかけとなっている。

## 既刊一覧

### 小説
- 細音啓（著）・智瀬といろ（イラスト） 『神は遊戯に飢えている。』 KADOKAWA〈MF文庫J〉、既刊9巻（2024年11月25日現在）
  1. 2020年1月25日初版第一刷発行（同日発売[10]）、ISBN 978-4-04-680165-4
  2. 2021年5月25日初版第一刷発行（同日発売[11]）、ISBN 978-4-04-680396-2
  3. 2021年8月25日初版第一刷発行（同日発売[12]）、ISBN 978-4-04-680700-7
  4. 2022年1月25日初版第一刷発行（同日発売[13]）、ISBN 978-4-04-681098-4
  5. 2022年8月25日初版第一刷発行（同日発売[14]）、ISBN 978-4-04-681584-2
  6. 2023年1月25日初版第一刷発行（同日発売[15]）、ISBN 978-4-04-682111-9
  7. 2023年7月25日初版第一刷発行（同日発売[16]）、ISBN 978-4-04-682664-0
  8. 2024年5月25日初版第一刷発行（5月24日発売[17]）、ISBN 978-4-04-683237-5
  9. 2024年11月25日初版第一刷発行（同日発売[18]）、ISBN 978-4-04-683916-9

### 漫画
- 鳥海かぴこ（漫画）・細音啓（原作）・智瀬といろ（キャラクター原案） 『神は遊戯に飢えている。』 KADOKAWA〈MFコミックス アライブシリーズ〉、既刊5巻（2025年3月22日現在）
  1. 2022年3月23日発売[19][20]、ISBN 978-4-04-681226-1
  2. 2023年4月21日発売[21]、ISBN 978-4-04-682454-7
  3. 2024年4月23日発売[22]、ISBN 978-4-04-683567-3
  4. 2024年5月23日発売[23]、ISBN 978-4-04-683637-3
  5. 2025年3月22日発売[24]、ISBN 978-4-04-684479-8

## テレビアニメ
2022年1月に宮下早紀のナレーションによるPVでアニメ化企画が発表された。2024年4月から6月までAT-Xほかにて放送された。

### スタッフ
- 原作 - 細音啓[6]
- キャラクター原案 - 智瀬といろ[6]
- 監督 - 白石達也[6]
- シリーズ構成・脚本 - NTL[6]
- キャラクターデザイン - 渡辺義弘[6]
- サブキャラクターデザイン - 芳我恵理子、えとう誠、三輪修平
- モンスター・エフェクトデザイン - 小田裕康[8]
- 総作画監督 - 小林亮[8]
- メインアニメーター - 大島城次[8]
- プロップデザイン - えとう誠
- デザインワークス - 渡部岳[8]、中島俊[8]、二川大[8]
- 美術監督 - 内藤健[8]
- 美術設定 - バーンストーム・デザインラボ[8]、田中俊成[8]、由利聡[8]、大山裕之[8]
- 色彩設計 - 橋上あきら[8]
- 3DCGIディレクター - 山崎嘉雅[8]
- 撮影監督 - 野澤圭輔[8]
- 編集 - 榎田美咲[8]
- 音響監督 - 原口昇[8]
- 音響効果 - 林裕樹[8]
- 音響制作 - ビットグルーヴプロモーション[8]
- 音楽 - 吟[6]
- 音楽制作 - ポニーキャニオン[6]
- プロデューサー - 木村天、中道圭吾、伊丹直人、里見哲朗、飯塚彩、桑山ゆかり、佐野貢一、亢越、澤畠康二
- アニメーションプロデューサー - 佐々木悠祐
- アニメーション制作 - ライデンフィルム[6]
- 製作 - 神飢え製作委員会[6]

### 主題歌
「NewGame」
AliAによるオープニングテーマ。作詞はTKT、作曲はEREN。
「I'm GAME!」
立花日菜によるエンディングテーマ。作詞は烏屋茶房、作曲・編曲はemon。
「ユウキノハナ」
パール（立花日菜）による第6話エンディングテーマ。作詞・作曲・編曲はアオワイファイ。

### 各話リスト
| 話数      | サブタイトル                 | コンテ         | 演出                       | 作画監督                                                                                                 | 初放送日      |
| --------- | ---------------------------- | -------------- | -------------------------- | --- | ------------- |
| Player.01 | Gods' Games We Play          | 白石達也       | 田中貴大 白石達也          | 小林亮                                                                                                   | 2024年 4月1日 |
| Player.02 | 神ごっこ                     | 関野関十       | 関野関十                   | 小林亮 渡辺浩二 齊藤格 福島豊明 吉田肇 若山成志 野口智也                                                 | 4月8日        |
| Player.03 | パール・ダイアモンドです     | 白石達也       | 吉田俊司                   | 野口智也 橋本穂高 松本緑                                                                                 | 4月15日       |
| Player.04 | ウロボロス                   | 白石達也       | 木村佳嗣                   | 小林亮 木下裕孝 福島豊明 志賀道憲 渡辺浩二                                                               | 4月22日       |
| Player.05 | ワールドゲームズツアー       | 関野関十       | 吉村朝陽                   | 松本緑 吉田肇 若山成志 緒方厚                                                                            | 4月29日       |
| Player.06 | マインドアリーナ             | 玉造玉蔵       | 有冨興二                   | 小林亮 野口智也 森田実 緒方厚 宮田奈保美                                                                 | 5月6日        |
| Player.07 | 太陽争奪リレー               | 関野関十       | 関野関十                   | 小林亮 渡辺浩二 橋本穂高 木下裕孝 松本緑 森田実 吉田肇                                                   | 5月13日       |
| Player.08 | 太陽はどこへ消えた？         | 原田白乃       | 吉田俊司                   | 木下裕孝 志賀道憲 森悦史 後藤孝宏 森田実                                                                 | 5月20日       |
| Player.09 | 賭け神                       | 白石達也       | 白石達也                   | 小林亮                                                                                                   | 5月27日       |
| Player.10 | 神がもたらす三つのイカサマ   | こでらかつゆき | 呉唯男 白石達也 長岡義孝   | 飯塚葉子 小林亮                                                                                          | 6月3日        |
| Player.11 | 帰らずの“迷宮”ルシェイメア   | 半田大貴       | 長岡義孝                   | 宮田奈保美 木下裕孝 大原大 森悦史 志賀道憲 後藤孝宏 吉田肇                                               | 6月10日       |
| Player.12 | 死と再生の“冥宮”ルシェイメア | こでらかつゆき | 有冨興二                   | 小林亮 野口智也 木下裕孝 森田実 渡辺浩二                                                                 | 6月17日       |
| Player.13 | Good Game Well Played        | 関野関十       | 関野関十 吉田俊司 白石達也 | 小林亮 白石達也 野口智也 渡辺浩二 橋本穂高 志賀道憲 大原大 森田実 森悦史 後藤孝宏 光の園・アニメーション | 6月24日       |

### 放送局
| 放送期間               | 放送時間                     | 放送局     | 対象地域 | 備考                                            |
| ---------------------- | ---------------------------- | ---------- | -------- | ----------------------------------------------- |
| 2024年4月1日 - 6月24日 | 月曜 21:30 - 22:00           | AT-X       | 日本全域 | 製作参加 / CS放送 / 字幕放送 / リピート放送あり |
|                        | 月曜 22:30 - 23:00           | TOKYO MX   | 東京都   |                                                 |
|                        | 月曜 23:30 - 火曜 0:00       | サンテレビ | 兵庫県   |                                                 |
| 2024年4月2日 - 6月25日 | 火曜 0:30 - 1:00（月曜深夜） | KBS京都    | 京都府   |                                                 |
|                        | 火曜 23:30 - 水曜 0:00       | BS日テレ   | 日本全域 | BS/BS4K放送 / 『アニメにむちゅ〜』枠            |

| 配信開始日   | 配信時間                | 配信サイト |
| ------------ | ----------------------- | --- |
| 2024年4月1日 | 月曜 22:00 更新         | dアニメストア |
| 2024年4月6日 | 土曜 22:00 以降順次更新 | ABEMA Lemino niconico バンダイチャンネル TELASA J:COM STREAM milplus U-NEXT アニメ放題 Prime Video FOD DMM TV music.jp ビデオマーケット カンテレドーガ HAPPY!動画 |

### BD / DVD
| 巻 | 発売日        | 収録話         | 規格品番  | 規格品番   |
| 巻 | 発売日        | 収録話         | BD        | DVD        |
| -- | ------------- | -------------- | --------- | ---------- |
| 上 | 2024年7月24日 | 第1話 - 第6話  | KAXA-8831 | KABA-11551 |
| 下 | 2024年8月28日 | 第7話 - 第13話 | KAXA-8832 | KABA-11552 |

### Webラジオ
2024年のアニメ化となった細音啓原作小説の3作品のコラボWebラジオ『【キミ戦×神飢え×なぜ僕 スペシャルコラボレーション】SAZANE WORLD RADIO』が、3作品のヒロイン声優をパーソナリティ（本作からはレオレーシェ役・鬼頭明里）に、2024年4月19日に音泉にて特番として配信された。特番の好評を受けて、3作品の主人公声優をパーソナリティ（本作からはフェイ役・島﨑信長）に、2024年7月10日から9月11日まで毎月第二水曜日に配信された。全3回。